# Jozef Hajdina
Jozef Hajdina (* 12. ledna 1942) je bývalý slovenský fotbalista, útočník.

## Fotbalová kariéra
V československé lize hrál za Lokomotívu Košice. Nastoupil v 2 ligových utkáních.

## Ligová bilance
| Ročník                                   | Zápasy | Góly |                   |
| ---------------------------------------- | ------ | ---- | ----------------- |
| 1. československá fotbalová liga 1967/68 | 2      | 0    | Lokomotíva Košice |
| CELKEM                                   | 2      | 0    |                   |